# 1093년

## 연호
- 북송(北宋) 원우(元祐) 8년
- 요(遼) 대안(大安) 9년
- 일본(日本) 간지(寛治) 7년
- 서하(西夏) 천우민안(天祐民安) 4년
- 베트남 리 왕조(李朝) 호이퐁(會豊) 2년

## 기년
- 고려(高麗) 선종(宣宗) 10년
- 북송(北宋) 철종(哲宗) 8년
- 요(遼) 도종(道宗) 39년
- 서하(西夏) 숭종(崇宗) 8년
- 리 왕조(李朝) 인종(仁宗) 22년